# Żabieniec (powiat garwoliński)
Żabieniec – wieś sołecka w Polsce położona w województwie mazowieckim, w powiecie garwolińskim, w gminie Parysów.
| SIMC    | Nazwa      | Rodzaj    |
| ------- | ---------- | --------- |
| 0683861 | Obrąb      | część wsi |
| 0683878 | Żabie Łąki | część wsi |

Mieszkańcy należą do rzymskokatolickiej Przemienienia Pańskiego w Garwolinie lub parafii Wniebowzięcia Najświętszej Maryi Panny w Parysowie.
W latach 1975–1998 miejscowość należała administracyjnie do województwa siedleckiego.